# Wesley Bolin
Harvey Wesley Bolin (* 1. Juli 1909 bei Butler, Missouri; † 4. März 1978 in Phoenix, Arizona) war ein US-amerikanischer Politiker (Demokratische Partei) und von 1977 bis 1978 Gouverneur des Bundesstaates Arizona.

## Frühe Jahre und politischer Aufstieg
Im Alter von sieben Jahren zog seine Familie nach Phoenix. Dort graduierte er später an der Phoenix Union High School sowie am Phoenix College. Anschließend arbeitete er für einige Geschäftsunternehmen im Salt River Valley, bevor er 1938 zum Konstabler in West Phoenix Precinct gewählt wurde. Von 1943 bis 1948 war Bolin als Friedensrichter (Justice of the Peace) am West Phoenix Precinct Court tätig. Im letzten Jahr wurde er zum Secretary of State gewählt. Er bekleidete dieses Amt 13 nachfolgende Amtsperioden. Während dieser Zeit hatte Bolin für eine Amtszeit den Posten des Präsidenten der National Association of Secretaries of State inne. Darüber hinaus war er von 1953 bis 1977 im Associations Executive Board tätig.

## Gouverneur von Arizona
Im Oktober 1977 wurde er Gouverneur von Arizona, als Raul Hector Castro zurücktrat, um den Posten des US-Botschafters in Argentinien anzunehmen. Während seiner Amtszeit als Gouverneur überreichte ihm die State Bar of Arizona den ersten Liberty Bell Award in Arizona in Anerkennung seiner Rolle als Wahrer des Rechts.
Er war mit Marion Elizabeth Wallinder verheiratet; das Paar hatte fünf gemeinsame Kinder. Nach seinem Tod 1978 wurde die Plaza in Downtown Phoenix gegenüber dem Arizona State Capitol nach ihm benannt.